# Estadio IPD de Nueva Cajamarca
El Estadio IPD de Nueva Cajamarca es un estadio deportivo ubicado en la ciudad de Nueva Cajamarca, provincia de Rioja, departamento de San Martín en Perú. Fue sede de los partidos del Unión Comercio en la Primera División de Perú desde el 2017 hasta el 2018. El estadio cuenta con dos tribunas, las cuales son Occidente (con la mayor capacidad) y Oriente.
El estadio tiene capacidad para 12.000 espectadores, la superficie del mismo es de césped artificial, que ha sido verificado para permitir realizar partidos de Primera División allí, a diferencia de otros recintos donde anteriormente se jugaban partidos pero por motivos de desaprobación de la Federación Peruana de Fútbol no se jugaron más hasta la reinserción del césped natural, como el Estadio Héroes de San Ramón (UTC), el Estadio Iván Elías Moreno (Deportivo Municipal) y el Estadio Elías Aguirre (Juan Aurich). Debido a su capacidad, es el estadio más grande del departamento de San Martín. 